# Loopodzolgronden
Een loopodzolgrond is een bodemtype binnen het Nederlandse systeem van bodemclassificatie dat behoort tot de moderpodzolgronden. In deze podzolgronden wordt moder aangetroffen, een humusvorm waarin organisch- en mineraal materiaal niet sterk gemengd zijn. Een loopodzol heeft een matig dikke (< 50 cm), door de mens opgebrachte, donkere bovengrond. Onder dit door plaggenbemesting ontstane dek ligt het oorspronkelijke bodemprofiel. Dit is meestal een holtpodzolgrond.
Loopodzolgronden komen weinig voor. Ze worden aangetroffen op Drentse essen waar de A-horizont te dun is om als enkeerdgrond te worden geclassificeerd.
De naam loopodzolgronden is ontleend aan het toponiem loo, dat staat voor bos of open plek in het bos. De benaming komt voor bij ontginningen uit de vroege middeleeuwen.
| Horizont | Diepte   | Omschrijving |
| -------- | -------- | --- |
| Aap      | 0–20 cm  | bouwvoor; zeer donker grijs tot donker grijsbruin, matig humeus, sterk lemig, matig fijn zand                                                             |
| Aa       | 20–45 cm | restant van mestdek vermengd met oorspronkelijke A-horizont van onderliggende bodemprofiel; donker grijsbruin, matig humeus, sterk lemig, matig fijn zand |
|          | > 45 cm  | begraven holtpodzolgrond |